# Hästveda
Hästveda – miejscowość (tätort) w Szwecji, w regionie administracyjnym (län) Skania, w gminie Hässleholm.
Według danych Szwedzkiego Urzędu Statystycznego liczba ludności wyniosła: 1693 (31 grudnia 2015), 1733 (31 grudnia 2018) i 1754 (31 grudnia 2019).